# كريستوفر رولاند
كريستوفر رولاند (بالإنجليزية: Christopher Rowland)‏ هو سياسي بريطاني، ولد في 26 سبتمبر 1929، وتوفي في 5 نوفمبر 1967. حزبياً، نشط في حزب العمال. في الانتخابات العامة في المملكة المتحدة 1964 ‏، انتخب عضو البرلمان الثالث والأربعون للمملكة المتحدة عن دائرة ميريدين (15 أكتوبر 1964 – 10 مارس 1966) وفي الانتخابات العامة في المملكة المتحدة 1966 ‏، انتخب عضو البرلمان الرابع والأربعون للمملكة المتحدة عن دائرة ميريدين (31 مارس 1966 – 5 نوفمبر 1967).